# 杉ゆかり
杉 ゆかり（すぎ ゆかり、1984年11月25日 - ）は、日本の元モデル、タレント。本名は杉 由香里（読み同じ）、旧芸名に上杉 ゆかり（うえすぎ ゆかり）。兵庫県出身。

## 概要
身長146cmの小柄な体に、大きな瞳のエキゾチックな顔立ちが特徴。特技はメールの早打ち・パソコン、趣味は料理・ゲーム、特異なスポーツはバドミントン、ドッジボールなど球技全般。
17歳時から本名の杉 由香里名義でファッション雑誌に読者モデルとして登場。『ViVi』『JJ』『CanCam』『Ray』など多数の雑誌で活動する。同世代モデルの活躍に触発されてプロダクションに所属し、『Cawaii!』『CanCam』などファッション系統でのモデル業を続ける一方で2004年9月には山岸真理との歌手ユニット「ロリPAN」としてライブを行い、そもそもの芸能デビューの目的であったという念願の歌手デビューを果たした。ユニット名は「ロリータ+パンク」の略で、本人はパンク側を担当した（翌10月には阿川麻美とのメンバー交代で卒業）。
2005年2月に大友さゆり・すずきなお・柳野玲子・横山三菜子とのオムニバスイメージDVD『アイドルアンダーグラウンド』に出演してからは水着グラビアでの活動に軸足を移し、2005年11月にはソロ初のイメージDVD『Baby Doll カワイイ挑戦』をリリースした。この『Baby Doll』は同年7月にセブ島で撮影したもので、初のソロ作品ながら手ブラやニプレスなど着エロ的な要素を含む。最初はグラビアで水着姿を見せること自体に抵抗があったというが、「若いうちにやっとけ」と母親にアドバイスされたことで踏み切ったという。
また、2005年12月11日に行われたアイドルキャットファイトイベント「アイドルコロシアム」では伊藤瞳らとともにヒール「KILLERS」のメンバーとなり、「ちびっ子デビル」の肩書きで登場した。ヒールではあるものの練習時点で最弱を自認しており、初戦では大塚麻央を破るが、2回戦で水瀬ありさに敗れた。
2006年5月、従来所属していたスパイラルプロモーションからバーニング系列のジールアソシエイツに移籍し、上杉ゆかり名義で再スタートを切る。なおこの際に公称スリーサイズはB83 W57 H83からB81 W57 H80に改められ、従来非公開だったカップサイズはDカップと発表された。移籍以後はグラビア系Webサイトや水着撮影会などを中心に活動していたが、2007年7月に事務所をやめ、グラビア活動を終了した。その後は名義を再び杉ゆかりへ戻し、一時ファッション方面のみで活動していた。2009年秋よりYMN所属タレントとして再始動。2012年、所属事務所の株式会社YMNを退社している。

## 出演

### イメージビデオ
- アイドルアンダーグラウンド[3]（2005年2月23日、ユニバーサルミュージック） - 杉由香里名義、他4名とのオムニバス
- Baby Doll カワイイ挑戦（2005年11月19日、トリコロール[11]） - 杉ゆかり名義
- HOPE！（2010年2月25日、consent） - 杉ゆかり名義

### 女性誌・ムック
- mini spring ヘア & ビューティ 2003年秋号（2003年9月26日、宝島社 ISBN 4-7966-3498-3） - 杉由香里名義
- 別冊JUNON 超かわいい! ベストヘア & メークBOOK（2004年2月1日号、主婦と生活社 ISBN 4-391-61811-7） - 杉由香里名義
- JUNON 32巻3号（2004年3月1日、主婦と生活社） - 杉由香里名義
- Ray 1月号（2005年11月、主婦の友社） - 杉ゆかり名義

### 男性誌・グラビア誌
- URECCO gal 2005年5月号[3]（ミリオン出版） - 杉ゆかり名義
- URECCO gal 2005年7月号[3]（ミリオン出版） - 杉ゆかり名義・表紙巻頭
- smart girls Return（2005年8月29日、宝島社 ISBN 4-7966-4777-5） - 杉由香里名義
- パシャッ! 11月号[3]（2005年10月6日） - 杉ゆかり名義
- 別冊BUBKA 12月号（2005年11月26日、コアマガジン） - 杉ゆかり名義
- URECCO gal 2006年1月号（2005年11月22日、ミリオン出版） - 杉ゆかり名義
- FLASH 896号（2006年1月17日、光文社） - 杉ゆかり名義
- iP! 2月号（2006年） - 杉ゆかり名義

### Web
- ZAK THE QUEEN 2006（2006年、産経デジタル） - 上杉ゆかり名義
- デスクトップギャルコレクション（2006年12月、デジタルアドベンチャー / 西川和久撮影） - 上杉ゆかり名義

### イベント
- Big Wave Live 2004 〰ユニット大集合祭り!! vol.2〰（2004年9月19日18時半、四谷ライブインマジック[12]） - ロリPAN名義、デビューイベント
- 杉ゆかり トーク & 握手会（2005年12月3日15時、秋葉原・ラオックスアソビットゲームシティ[13][5]）
- アイドルコロシアム2005 〰壊滅のプロローグ〰 - 杉ゆかり名義
  - アイドルコロシアム2005 制作発表会・チケット前売りイベント（2005年10月30日第1部17時/第2部18時、秋葉原・石丸電気[14]）
  - アイドルコロシアム2005 制作発表会・チケット前売りイベント（2005年11月6日第1部17時/第2部18時、秋葉原・石丸電気[14]）
  - アイドルコロシアム2005（2005年12月11日、新木場1stRING） - ※なおこのイベントは後にCS放映（MONDO21[3]）、ネット放映（GyaO）、DVD化（2006年10月27日、ローランズ・フィルム）されている。
- ROCOCO主催ファッションショー（2005年12月23日）
- アップヒル撮影会（2006年6月25日、studio devas） - 上杉ゆかり名義、初撮影会・金田美香とカップリング
- シャテンフェスタスペシャル Vol.2 〜アイドル展示会 in 横浜〜（2006年11月3日13時-19時、横浜港大さん橋国際客船ターミナルホール[15]） - 上杉ゆかり名義、16時45分-17時のサブステージイベントでは小川瀬里奈とカップリング[16]

### テレビ・映画
- 探偵事務所5（2005年） - ナース役[17]
- 鬼嫁日記 第8話（2005年11月29日、関西テレビ）
- ランク王国[3]（TBS）
- アイドルコロシアム（MONDO21）

### ラジオ
- 村山ひとしのキャラリンッぱ!（2005年9月27日、かつしかFM[3]） - 杉ゆかり名義

### CD
- I can't stop 〜揺るぎない想い〜 / 手をつなごう（2004年[18]） - ロリPAN名義